# The Melancholy Connection
The Melancholy Connection es el segundo álbum recopilatorio del grupo sueco de punk rock Millencolin. Fue lanzado el 29 de mayo de 2012 por Epitaph Records y Burning Heart Records, y que forma parte de la discografía compilatoria de la banda junto con su anterior álbum recopilatorio The Melancholy Collection de 1999.

## Antecedentes
El álbum fue lanzado en conmemoración de los veinte años de la banda, el cual incluye un DVD adicional titulado A Pennybridge Production, que contiene un documental que analiza la creación del álbum Pennybridge Pioneers (2000), con imágenes de archivo de la banda y del fundador de Bad Religion y de Epitaph Records, Brett Gurewitz, quien produjo Pennybridge Pioneers y tocó la guitarra acústica en la pista «The Ballad».
La compilación incluye dos pistas inéditas, «Carry You» y «Out From Nowhere», que mantienen el sonido clásico de Millencolin con un punk enérgico infundido con pop, combinado con ritmos de conducción, coros antémicos y fuertes melodías.

## Lista de canciones
| CD / Edición estándar |                       |                                              |          |  |
| N.º                   | Título                | Publicación original                         | Duración |  |
| 1.                    | «Carry You»           |                                              | 3:28     |  |
| 2.                    | «Out From Nowhere»    |                                              | 3:30     |  |
| 3.                    | «Absolute Zero»       | Kemp (álbum sencillo, 2002)                  | 2:43     |  |
| 4.                    | «Mind the Mice»       | Machine 15 (álbum, 2008)                     | 3:32     |  |
| 5.                    | «The Downhill Walk»   | Kemp (álbum sencillo, 2002)                  | 2:26     |  |
| 6.                    | «E20 Norr»            | E20 Norr (álbum sencillo, 2003)              | 3:24     |  |
| 7.                    | «Bull by the Horns»   | Man Or Mouse (álbum sencillo, 2002)          | 2:57     |  |
| 8.                    | «Junkie for Success»  | Detox (álbum sencillo, 2008)                 | 3:06     |  |
| 9.                    | «Dinner Dog»          | Penguins & Polarbears (álbum sencillo, 2000) | 1:47     |  |
| 10.                   | «Ratboy's Masterplan» | Shut You Out (álbum sencillo, 2005)          | 2:16     |  |
| 11.                   | «Phony Tony»          | Ray (álbum sencillo, 2005)                   | 2:58     |  |
| 12.                   | «Queen's Gambit»      | Penguins & Polarbears (álbum sencillo, 2000) | 2:40     |  |
| 13.                   | «Bowmore»             | Battery Check (álbum sencillo, 2003)         | 3:52     |  |
| 14.                   | «Into the Maze»       | Man Or Mouse (álbum sencillo, 2002)          | 3:28     |  |
| 50:11                 |                       |                                              |          |  |

El CD incluye un DVD de 90 minutos titulado A Pennybridge Production, que lleva a los fanáticos dentro de la creación del álbum Pennybridge Pioneers (2000), con imágenes de archivo nunca antes vistas, entrevistas con la banda y presentaciones en vivo en Colonia, Alemania.

| DVD / "A Pennybridge Production" |                                           |          |  |
| N.º                              | Título                                    | Duración |  |
| 1.                               | «Intro»                                   |          |  |
| 2.                               | «Hollywood»                               |          |  |
| 3.                               | «Material Boy» (en vivo)                  |          |  |
| 4.                               | «Duck Pond» (en vivo)                     |          |  |
| 5.                               | «Recording»                               |          |  |
| 6.                               | «Hellman» (en vivo)                       |          |  |
| 7.                               | «Drums»                                   |          |  |
| 8.                               | «Highway Donkey» (en vivo)                |          |  |
| 9.                               | «Stop to Think» (en vivo)                 |          |  |
| 10.                              | «Guitars»                                 |          |  |
| 11.                              | «Right About Now» (en vivo)               |          |  |
| 12.                              | «Working Titles»                          |          |  |
| 13.                              | «A-Ten» (en vivo)                         |          |  |
| 14.                              | «Vocals»                                  |          |  |
| 15.                              | «Devil's Me» (en vivo)                    |          |  |
| 16.                              | «Penguin Vocals»                          |          |  |
| 17.                              | «Penguins» (video shoot)                  |          |  |
| 18.                              | «Penguins and Polarbears» (vídeo musical) |          |  |
| 19.                              | «Backups»                                 |          |  |
| 20.                              | «The Mayfly» (en vivo)                    |          |  |
| 21.                              | «Checkmate»                               |          |  |
| 22.                              | «Pepper» (en vivo)                        |          |  |
| 23.                              | «Fox» (video shoot)                       |          |  |
| 24.                              | «Fox» (vídeo musical)                     |          |  |
| 25.                              | «One More»                                |          |  |
| 26.                              | «The Ballad» (en vivo)                    |          |  |

| Bonus Track |                                     |          |  |
| N.º         | Título                              | Duración |  |
| 27.         | «No Cigar» (en vivo)                |          |  |
| 28.         | «Fox» (en vivo)                     |          |  |
| 29.         | «Penguins and Polarbears» (en vivo) |          |  |
| 86:00       |                                     |          |  |

## Créditos
Millencolin
- Nikola Sarcevic – voz, bajo
- Erik Ohlsson – guitarra
- Mathias Färm – guitarra
- Fredrik Larzon – batería

## Historial de lanzamiento
| País  | Fecha              | Formato | Sello                                  |
| ----- | ------------------ | ------- | -------------------------------------- |
| Mundo | 29 de mayo de 2012 | CD, DVD | Epitaph Records, Burning Heart Records |